# Okoo
 (juillet 2022).
Si vous disposez d'ouvrages ou d'articles de référence ou si vous connaissez des sites web de qualité traitant du thème abordé ici, merci de compléter l'article en donnant les références utiles à sa vérifiabilité et en les liant à la section « Notes et références ».
Okoo est l'offre jeunesse et famille de France Télévisions depuis le 9 décembre 2019 accessible sans abonnement et sans publicité diffusée à l'exception de l'exploitation du profil et des données personnelles de ses utilisateurs,. Elle succède aux cases jeunesse Ludo et Zouzous,. Elle dispose d'une application mobile de vidéo à la demande et les productions sont disponibles sur le web via la plateforme france.tv.

## Programmation
Okoo est le service et le bloc de programmation jeunesse de France Télévisions. Son lancement est accompagné d'une application pour appareils mobiles et de télévision ainsi que sur la plate-forme France.tv. Le service est initialement considéré pour remplacer France 4, déclanchant des protestations de la part de syndicats et de professionnels. 
Sur la chaîne France 5, l’émission vise les pré-scolaires et diffuse des séries d'animation comme Peppa Pig, Masha et Michka, Yétili, Mini-Loup, Sam le pompier et des productions plus récentes comme Gigantosaurus, Jean-Michel Super Caribou ou encore Tina & Tony. 
À la rentrée 2021, Okoo est redéfini sur France 3 conformément à un public familial et autour des grands classiques, La 1re sur les séries du quotidien avant l’école et France 4 devient alors une chaîne de référence s'adressant aux plus de 6 ans, avec notamment du direct et des programmes éducatifs, diffusant en semaine l’émission Okoo-koo. Parmi les programmes introduits par Okoo, on retrouve C'est toujours pas sorcier et La Vallée des Moomins, et la suite des aventures de Léna, rêve d'étoile, Zoé et Milo, Les voyageurs du monde, Moi à ton âge..., Paf, le chien ou encore Garfield.
Le 1er juin 2023, France Télévisions annonce qu'Okoo va proposer des podcasts et une émission quotidienne.

## Identité graphique
De 2019 à 2024, deux versions du logo Okoo : celui avec sourire, destiné aux tout-petits et celui sans sourire, pour les plus grands et l'offre générale.
À l'occasion du changement d'habillage en octobre 2024, Okoo utilise un logo commun pour les deux publics avec, en plus du sourire, des reflets de lumière sur les pupilles.
Ce nouvel habillage fait davantage référence à l'application Okoo et s'inspire de l'habillage commun aux chaînes en utilisant l'encadré blanc arrondi pour les catégories, notamment lors des tout de suite. Cet habillage s'accompagne également de deux nouvelles animations du logo : un pour les tout-petits faisant références aux chaînes et un pour les plus grands faisant référence à l'application.

Annonce du bloc Okoo en 2018-2019.
Logo d'Okoo, du 9 décembre 2019 au 19 octobre 2024.
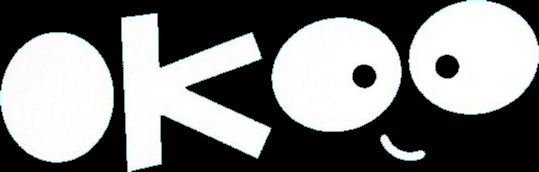
Logo préscolaire d'Okoo du 9 décembre 2019 au 19 octobre 2024.

## Diffusion sur la télévision linéaire
Okoo diffuse ses programmes sur plusieurs chaînes de France Télévisions, en matinée sur les chaînes historiques France 3 et France 5, ainsi qu’en journée sur France 4. Okoo est aussi diffusé sur le réseau d’outre-mer La Première depuis le 31 août 2020.